# Epifit

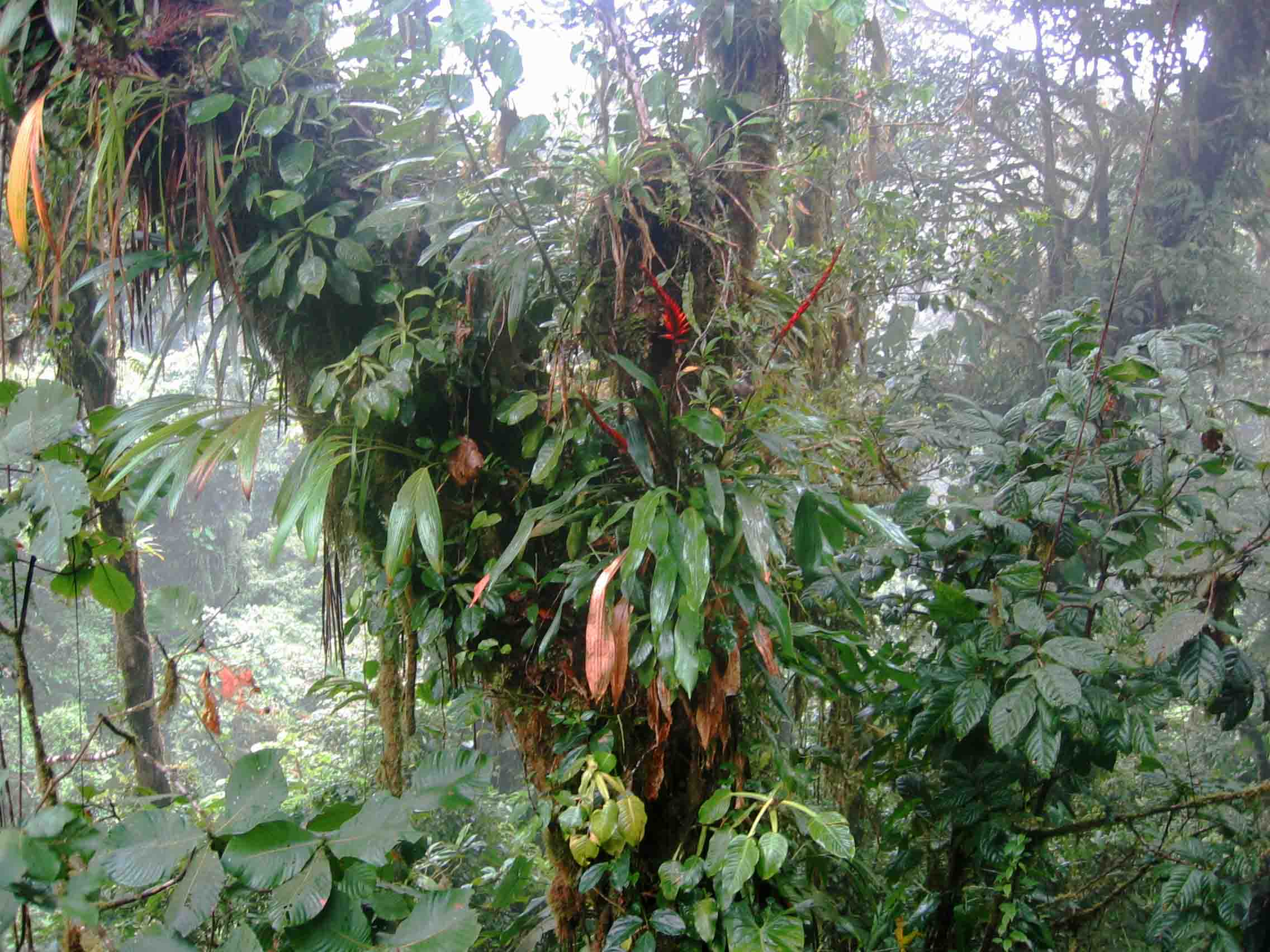
Epifity na drzewie w lesie deszczowym w Kostaryce

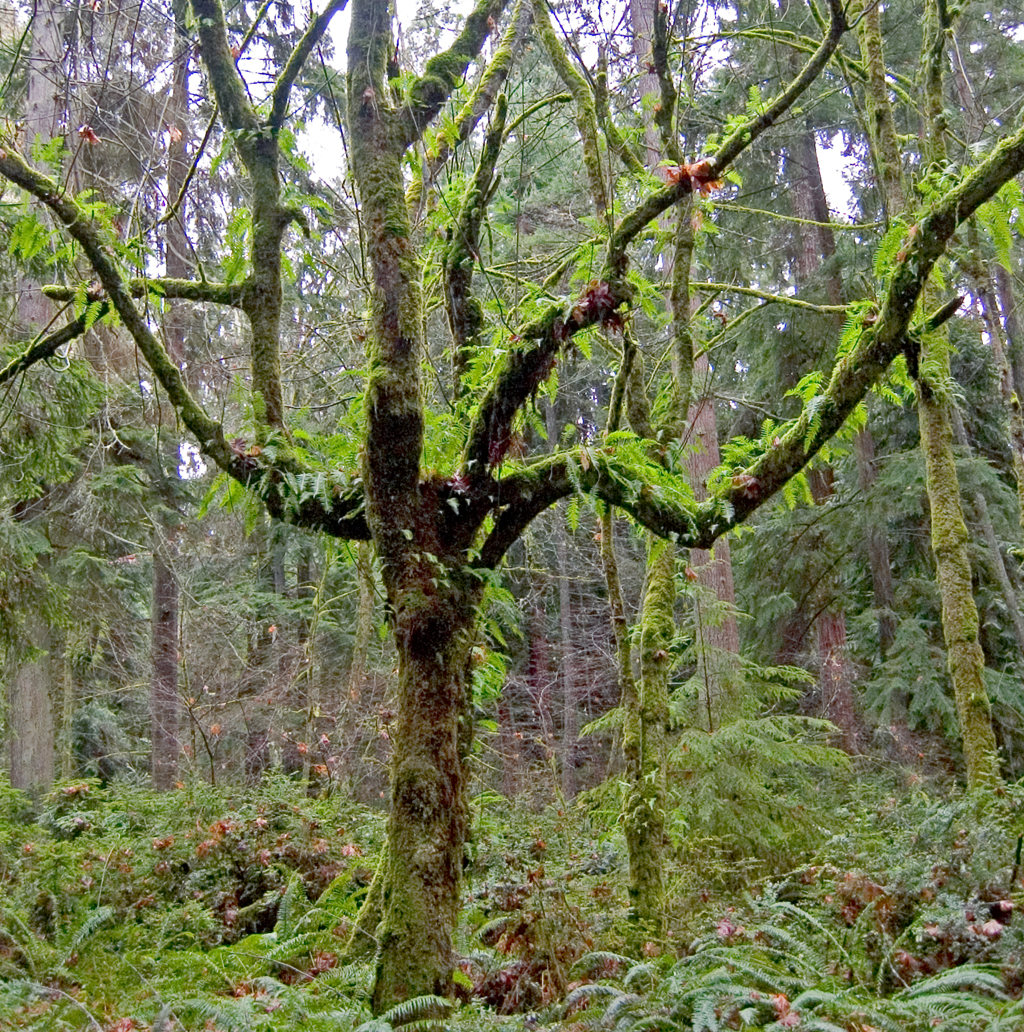
Epifity porastające drzewo w lasach na pacyficznym wybrzeżu Ameryki

Epifit (gr. epi – na, phyton – roślina), porośle, aerofit – roślina rosnąca na innej roślinie, ale zwykle nie prowadząca pasożytniczego trybu życia. Korzysta z innego gatunku jako podpory, a odżywia się najczęściej samodzielnie. W ekosystemach lądowych wyrasta często w miejscach, gdzie gromadzi się martwa materia organiczna (np. w rozwidleniu pędu) lub osiedla się na pędach innych roślin pobierając składniki odżywcze i wodę z powietrza i niesionych przez nie pyłów, opadów i detrytusu. Nieliczne epifity wykształcają ssawki i wyzyskują w różnym zakresie swego żywiciela (np. jemiołowate i loganiowate). Epifityzm jest szczególnie częsty wśród drobnych organizmów wodnych, które jako peryfiton porastają organy makrofitów.
W systemie Raunkiæra epifity zaliczane były pierwotnie do fanerofitów, współcześnie są wyodrębniane jako osobna forma życiowa. Termin „epifit” po raz pierwszy użyty został w 1815 przez Charlesa-François Brisseau de Mirbel w dziele Éléments de physiologie végétale et de botanique.

## Warunki ekologiczne i adaptacje
Możliwość zasiedlania innych roślin ułatwia epifitom dostęp do światła, ale ceną za to są specyficzne warunki siedliskowe, cechujące się trudną dostępnością, ograniczonymi zasobami związków mineralnych, związków azotu i wody.  
Istnieją różne strategie zasiedlania podpory przez epifity. Wiele plechowców (glonów i porostów) rozwija się na powierzchni pędów przywierając do nich za pomocą śluzu lub wrastając w spękania kory. Drobne rozmiary diaspor roślin i grzybów zarodnikowych umożliwiają im zasiedlenie podpory za pomocą transportu powietrznego. Rośliny nasienne dostają się na podpory także za pomocą drobnych nasion (np. storczykowate), owoców opatrzonych aparatami lotnymi (np. marzanowate, trojeściowate) lub przenoszone są przez zwierzęta, zwłaszcza ptaki (np. obrazkowate, bromeliowate). By ułatwić rozwój na podporze i nie ulec spłukaniu, diaspory epifitów cechują się zwykle szybkim rozwojem korzeni, ewentualnie posiadają urządzenia czepne lub wydzielają lepki śluz. 
Związki mineralne dostarczają epifitom pyły przenoszone przez powietrze. Źródłem związków azotu są wyładowania elektryczne oraz odchody i martwe bezkręgowce (np. myrmekotrofia). Ponieważ woda dostępna jest zwykle okresowo (podczas opadów) i szybko spływa poza zasięg epifitów – wiele z nich cechuje się przystosowaniami kseromorficznymi. Wśród epifitów występuje wiele modyfikacji organów ułatwiających wchłanianie i gromadzenie wody oraz detrytusu. Szereg epifitycznych roślin, zwłaszcza z rodzin storczykowatych i obrazkowatych, wykształca na korzeniach powietrznych tzw. welamen służący do wchłaniania i gromadzenia wody. Liście niektórych paproci i bromeliowatych pokryte są włoskami tarczowatymi służącymi do pobierania wody. Ich trzonki zagłębione są w epidermie i w zależności od tego czy panuje susza, czy też dostępna jest woda – pozwalają lub nie na transport wody przez otwór w skórce. Sztywne liście wielu bromeliowatych tworzą rozetę gromadzącą wodę. Pędy wielu epifitów są zgrubiałe i służą jako magazyny wody (np. u storczykowatych i kaktusowatych).

## Typologia epifitów

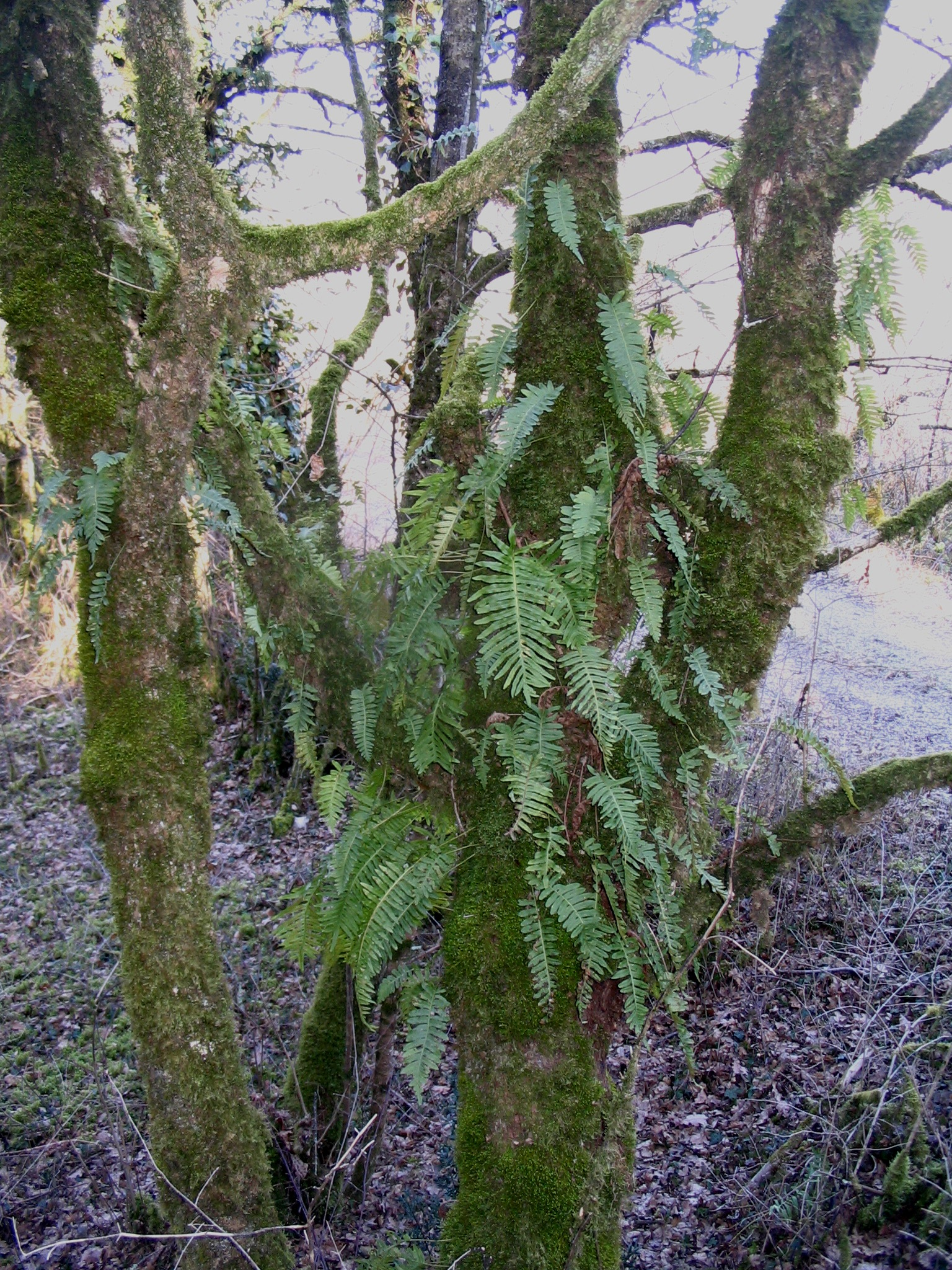
Paprotka zwyczajna jako przygodny epifit

W zależności od zasiedlanych mikrosiedlisk wyróżnia się:
- epifity korowe – przymocowujące się w spękaniach kory,
- epifity detrytusowe – wyrastające w miejscach gromadzenia się detrytusu,
- epifile – wyrastające na liściach.

W zależności od stopnia przywiązania do występowania na żywych podporach roślinnych wyróżnia się:
- epifity przygodne – rośliny z gatunków, które zwykle nie są epifitami, ale bywa, że wyrastają w miejscach nagromadzenia detrytusu na drzewach (np. paprotka zwyczajna, glistnik jaskółcze ziele),
- hemiepifity, półporośla – przechodzą część cyklu rozwojowego na podporze, część jako rośliny ukorzenione,
  - hemiepifity pierwotne, semiepifity[6] – rozpoczynają rozwój jako epifity, ale sięgają korzeniami podłoża i tworzą silne własne podpory z czasem usamodzielniając się,
  - hemiepifity wtórne – wyrastają z podłoża, ale opierają się pędami na podporach, wypuszczają korzenie czepne i z czasem tracą kontakt z gruntem,
- holoepifity – epifity właściwe przechodzące cały cykl rozwojowy bez kontaktu z podłożem.

## Występowanie i rola w środowisku
Ograniczona dostępność wody i soli mineralnych jest głównym czynnikiem limitującym występowanie epifitów. Optymalne warunki do rozwoju mają na obszarach o częstych i regularnych opadach, zwłaszcza w wilgotnych, równikowych lasach nizinnych i górskich. W środkowoeuropejskich warunkach klimatycznych epifitami są głównie rośliny zarodnikowe: mszaki, porosty, glony. Spośród roślin naczyniowych około 10% gatunków to epifity, przy czym ich zasięgi zwykle ograniczone są do wilgotnych lasów tropikalnych. Do epifitów należy ponad 25 tysięcy gatunków z 84 rodzin roślin naczyniowych. Do epifitów należy szczególnie wiele gatunków storczykowatych, bromeliowatych oraz paproci. Wśród tych ostatnich do epifitów należą niemal wszystkie orliczkowate oraz ponad połowa przedstawicieli paprotkowatych, rozpłochowatych i zanokcicowatych.
Epifity ogrywają znaczną rolę zwłaszcza w funkcjonowaniu ekosystemów lasów tropikalnych. W wielu miejscach stanowią główne źródło materii organicznej docierającej do dna lasu. Mają istotny wpływ na złożoność struktury roślinności i tworzą mikrosiedliska warunkujące utrzymanie różnorodności gatunkowej lasów tropikalnych, istotne dla bezkręgowców, ale też wielu kręgowców, np. żab. Kluczowe dla ich występowania są mikrosiedliska drobnych zbiorników wodnych tworzonych przez liście epifitów, z których korzystają także różne gatunki glonów i rośliny z rodzaju pływacz. Niektóre z epifitów żyją w symbiozie z mrówkami, dając im schronienie w mięsistych tkankach, korzystając w zamian z gromadzonego przez mrówki detrytusu.
Ze względu na wysoki udział wśród epifitów endemitów o niewielkich zasięgach i postępujące wylesianie, ta grupa ekologiczna roślin należy do szczególnie zagrożonych wymieraniem.